# Avenida Pensilvania (línea New Lots)
La Pennsylvania Avenue (Avenida Pensilvania en español) es una estación en la línea New Lots del metro de la ciudad de Nueva York, y actualmente funciona con los trenes del servicio de la línea 3, pero también opera con el servicio de las líneas 2, 4, y 5. Localizada en la avenida Pensilvania y la avenida Livonia en Brooklyn, tiene dos plataformas laterales en cada una de sus vías.

## Conexiones de Buses
- B20
- B83